# Siostry Wajs & Stonoga
Siostry Wajs & Stonoga – zespół muzyczny wykonujący piosenki dla dzieci. Założycielkami zespołu są Agnieszka Wajs i Patrycja Wajs. Zespół powstał w 2014 roku, w jego skład oprócz sióstr Wajs wchodzi zespół taneczny i chór dziecięcy.

## Historia
Zespół tworzą pochodzące ze Śląska siostry Agnieszka Wajs i Patrycja Wajs. Każda z dziewczyn od najmłodszych lat występuje na scenie zarówno muzycznej jak i teatralnej.
W 2014 roku siostry postanowiły połączyć swoje siły i doświadczenie sceniczne związane z twórczością i stworzyć coś dla dzieci. Wynikiem tej współpracy jest projekt muzyczny skierowany do najmłodszych odbiorców muzyki rozrywkowej. Projekt to zarówno trasa koncertowa jak i dwie płyty: debiutancka „Kolorowe Stonoga” oraz najnowsza „Uśmiechnięte Dźwięki”.
Premiera płyty „Siostry Wajs & Stonoga” odbyła się 20 listopada 2015 roku. Album został prenominowany do nagrody Fryderyki 2016 w kategorii debiut roku.
W styczniu 2016 roku miał premierę teledysk do pierwszego singla z płyty „Kolorowa Stonoga”. W samym serwisie internetowym Youtube singiel ten ma kilka milionów wyświetleń. Utwór znalazł się również na najpopularniejszych składankach dla dzieci, m.in. Radio Złote Przeboje dla Dzieci Vol. 2 oraz Mały koncert życzeń TVS vol. 2.
W listopadzie 2016 roku zespół wydał również świąteczny singiel „Święta w każdym domu”. Do tego utworu został również nagrany teledysk. Realizacji teledysku odbyła się w gminie Istebna (Złoty Groń).
Pod koniec roku 2016 miał premierę drugi singiel z płyty „Stwory Potwory”, do którego został zrealizowany animowany teledysk. W teledysku główne role grają trzy stworki nagrodzone w zabawie zorganizowanej dla dzieci z całej Polski. Najmłodsi przesyłali rysunki stworków, które siostry Wajs zamieszczały na profilu Facebook. Trzy potworki z największą liczbą polubień zostały bohaterami teledysku. Partnerem projektu jest instytucja Miasto Ogrodów, która wsparła realizacje teledysku z uwagi na jego wielowymiarowość. Teledysk jest swoistą bajkową wycieczką po Katowicach, jako mieście muzyki UNESCO.
14 czerwca 2019 roku swoją premiera miała druga płyta „Uśmiechnięte dźwięki”. Premiera koncertowa drugiej płyty została zarejestrowana i wyemitowana przez Telewizję TVS w okresie Dnia Dziecka 2019 roku.
W lipcu 2019 roku miał premierę teledysk do najpopularniejszego singla „La la la i yo” z płyty „Uśmiechnięte Dźwięki”.

## Koncerty
Zespół od trzech lat koncertuje w całej Polsce oprawiając imprezy plenerowe oraz zamknięte takie jak: dzień dziecka, dni miast, pikniki rodzinne, festyny oraz jarmarki świąteczne.
W styczniu 2017 odbył się koncert radiowy w Polskim Radiu Opole.
W czerwcu 2019 roku przez Telewizje TVS została zarejestrowana i wyemitowana  premiera koncertowa płyty “Uśmiechnięte dźwięki”.

## Dyskografia
| Rok  | Tytuł                                         | Single               | Rok  | Teledysk                                      |
| ---- | --------------------------------------------- | -------------------- | ---- | --------------------------------------------- |
| 2015 | Siostry Wajs & Stonoga                        | Kolorowa Stonoga     | 2015 | Siostry Wajs & Stonoga - Kolorowa Stonoga     |
| 2015 | Siostry Wajs & Stonoga                        | Łeo Afrikana         | 2016 | Zapis z programu Telewizji TVS                |
| 2015 | Siostry Wajs & Stonoga                        | Stwory Potwory       | 2016 | Siostry Wajs & Stonoga - Stwory Potwory       |
| 2016 | Siostry Wajs & Stonoga - Święta w Każdym Domu | Święta w Każdym Domu | 2016 | Siostry Wajs & Stonoga - Święta w Każdym Domu |
| 2019 | Uśmiechnięte dźwięki                          | La La La i Yo        | 2019 | Siostry Wajs & Stonoga - La La La I Yo        |

| Rok  | Składanka                                        | Utwory                           | Informacje                                                                                     |
| ---- | ------------------------------------------------ | -------------------------------- | ---------------------------------------------------------------------------------------------- |
| 2015 | Mały koncert życzeń TVS. Volume 2                | Kolorowa Stonoga                 | Kolejna edycja popularnej składanki, na której znajdują się piosenki prezentowane w programie. |
| 2016 | Radio Złote Przeboje dla dzieci. Volume 2        | Kolorowa Stonoga                 | Kontynuacja serii dla dzieci                                                                   |
| 2017 | Marek Sierocki przedstawia: I Love Hits for Kids | Kolorowa Stonoga, Stwory Potwory | Tym razem Marek Sierocki przedstawia najlepsze piosenki dla dzieci.                            |